# Légion de Maillebois
La Légion de Maillebois, du nom de Yves Marie de Maillebois, est une unité militaire créée début 1785 et licenciée le 12 avril 1786.

## Création

### Contexte
En 1784, Joseph II d'Autriche cherche querelle à la Hollande pour la libre navigation sur l'Escaut. Devant la menace d'une guerre, la Hollande choisit Yves Marie de Maillebois pour lever une Légion à son nom composée de toutes armes, avec l'accord du Gouvernement français.

### Levée
Ce corps se forme à Nimègue, Arnhem et Bois-le-Duc au début de l'année 1785, sous le nom de "Légion de Troupes Légères".

## Composition
Forte de 3 100 hommes, elle est composée de quatre brigades mixtes et d'une compagnie d'artillerie.

## Dissolution
Les difficultés entre Ia Hollande et l'Autriche diminuent rapidement. L'entrée en campagne n'est plus nécessaire car la paix est signée et la légion de Maillebois licenciée le 12 avril 1786.

### Sources et bibliographie
- Robert Grouvel, « La Légion de Maillebois (1784-1786) », Le Passepoil,‎ 12ème année, n°2, p. 33 à 36.